# Chivres-en-Laonnois
Chivres-en-Laonnois és un municipi francès situat al departament de l'Aisne i a la regió dels Alts de França. L'any 2007 tenia 346 habitants.

## Demografia

### Població
El 2007 la població de fet de Chivres-en-Laonnois era de 346 persones. Hi havia 136 famílies de les quals 36 eren unipersonals (16 homes vivint sols i 20 dones vivint soles), 36 parelles sense fills, 44 parelles amb fills i 20 famílies monoparentals amb fills.
La població ha evolucionat segons el següent gràfic:
Habitants censats

### Habitatges
El 2007 hi havia 151 habitatges, 132 eren l'habitatge principal de la família, 4 eren segones residències i 15 estaven desocupats. 148 eren cases i 2 eren apartaments. Dels 132 habitatges principals, 97 estaven ocupats pels seus propietaris, 33 estaven llogats i ocupats pels llogaters i 2 estaven cedits a títol gratuït; 2 tenien una cambra, 2 en tenien dues, 33 en tenien tres, 30 en tenien quatre i 65 en tenien cinc o més. 79 habitatges disposaven pel capbaix d'una plaça de pàrquing. A 63 habitatges hi havia un automòbil i a 44 n'hi havia dos o més.

### Piràmide de població
La piràmide de població per edats i sexe el 2009 era:
| Homes | Edats   | Dones |
| ----- | ------- | ----- |
| 0     | 95 o +  | 0     |
| 0     | 90 a 94 | 0     |
| 4     | 85 a 89 | 0     |
| 0     | 80 a 84 | 0     |
| 4     | 75 a 79 | 12    |
| 4     | 70 a 74 | 12    |
| 8     | 65 a 69 | 0     |
| 12    | 60 a 64 | 8     |
| 4     | 55 a 59 | 12    |
| 16    | 50 a 54 | 12    |
| 4     | 45 a 49 | 8     |
| 20    | 40 a 44 | 8     |
| 16    | 35 a 39 | 12    |
| 24    | 30 a 34 | 24    |
| 8     | 25 a 29 | 12    |
| 4     | 20 a 24 | 12    |
| 8     | 15 a 19 | 12    |
| 8     | 10 a 14 | 24    |
| 16    | 5 a 9   | 20    |
| 24    | 0 a 4   | 4     |

## Economia
El 2007 la població en edat de treballar era de 213 persones, 152 eren actives i 61 eren inactives. De les 152 persones actives 136 estaven ocupades (82 homes i 54 dones) i 16 estaven aturades (8 homes i 8 dones). De les 61 persones inactives 13 estaven jubilades, 22 estaven estudiant i 26 estaven classificades com a «altres inactius».

### Ingressos
El 2009 a Chivres-en-Laonnois hi havia 141 unitats fiscals que integraven 372 persones, la mediana anual d'ingressos fiscals per persona era de 13.722 €.

### Activitats econòmiques
Dels 8 establiments que hi havia el 2007, 1 era d'una empresa alimentària, 1 d'una empresa de fabricació d'altres productes industrials, 3 d'empreses de construcció, 1 d'una empresa d'hostatgeria i restauració i 2 d'empreses de serveis.
Dels 2 establiments de servei als particulars que hi havia el 2009, 1 era un guixaire pintor i 1 lampisteria.
L'únic establiment comercial que hi havia el 2009 era una fleca.
L'any 2000 a Chivres-en-Laonnois hi havia 7 explotacions agrícoles que ocupaven un total de 791 hectàrees.

## Equipaments sanitaris i escolars
El 2009 hi havia una escola elemental integrada dins d'un grup escolar amb les comunes properes formant una escola dispersa.

## Poblacions més properes
El següent diagrama mostra les poblacions més properes.